# Mona Lisa (Magritte)
Mona Lisa is een schilderij van de Belgische kunstschilder René Magritte.
Het is gemaakt in 1962. Het is gouache op papier en is 35,2 × 26,2 cm groot. Het hangt in het Musée Magritte Museum aan het Koningsplein in Brussel.
Het is een afbeelding van een rood gordijn met in het midden een wolkenhemel. Het gordijn wordt door een koord bijeengehouden. Links staat het bekende rinkelbelletje. Het is een van de belangrijkste schilderijen in het museum. Er is ook een bronzen sculptuur met dezelfde titel.